# Port lotniczy Lejda-Valkenburg
Port lotniczy Lejda-Valkenburg (IATA: LID, ICAO: EHVB) – wojskowy port lotniczy położony w Valkenburgu koło Lejdy (Holandia). 

## Historia
Budowa tej bazy militarnej rozpoczęła się w 1939 roku, ale nie została ukończona przed nadejściem II wojny światowej. Gdy wojska niemieckie najechały Holandię, sami Niemcy sfinalizowali budowę lotniska na swój własny użytek. Niemcy nazwali port Fliegerhorst Katwijk i korzystali z niego do 1943, kiedy stwierdzili, że dalej będzie nieprzydatne.
Po wojnie lotnisko służyło przez pewien czas jako baza transportowa Holenderskich Sił Powietrznych. W 1992 przekierowano do lotniska Valkenburg wiele lotów rządowych.  
Lotnisko zostało zamknięte w 2006 roku i obecnie tylko jego fragment użytkowany jest w celach hobbystycznych.